# Церковь Святой Троицы (Дельменхорст)
Городская церковь Святой Троицы (нем. Stadtkirche Zur Heiligen Dreifaltigkeit) — лютеранская церковь в центре нижнесаксонского города Дельменхорст, построенная в 1789 году; колокольня, высота которой достигает 54 метров, была добавлена к зданию при его расширении — в 1908 году. Является городским памятником архитектуры.

## История и описание
Первая церковь в Дельменхорсте предположительно стояла на месте сегодняшней Рыночной площади и была разрушена в 1538 году; вместо неё был построен фахверковый храм. В 1614 году граф Антон II заложил первый камень в основание новой церкви, строительство которой было завершено в 1619; вероятно, в отделке того здания принимал участие скульптор Людвиг Мюнстерман, изготовивший алтарь и кафедру. В 1789 году для храма было построено новое здание, стены которого сохранились до наших дней. Колокольня, высота которой достигает 54 метров, была добавлена к зданию при его расширении от 1908 года, а портал был перенесен с южной стороны на западную. В 1967 году интерьер Городской церкви Святой Троицы, включая алтарь, был переработан и приобрёл свой сегодняшний вид, за исключением витражный окон хора, созданных в 1988.
Небольшая каменная скульптура на южной стене, изготовленная приблизительно в 1570—1600 годах и изображающая воскресшего Христа, является эпитафией (мемориальным камнем) и, скорее всего, была перенесена в храм из замковой церкви Дельменхорста.